# Linsey MacDonald
Linsey Tarrel MacDonald (ur. 12 lutego 1964) – szkocka lekkoatletka specjalizująca się w biegach sprinterskich, uczestniczka letnich igrzysk olimpijskich w Moskwie (1980), brązowa medalistka olimpijska w biegu sztafetowym 4 × 400 metrów.

## Sukcesy sportowe
- trzykrotna mistrzyni Wielkiej Brytanii: w biegach na 100 metrów (1981), 200 metrów (1981) oraz 400 metrów (1980)[1]
- trzykrotna mistrzyni Szkocji: w biegach na 100 metrów (1981), 200 metrów (1981) oraz 400 metrów (1985)[2]
- dwukrotna halowa mistrzyni Anglii: w biegach na 200 metrów (1980) oraz 400 metrów (1985)[3]

| Rok  | Miasto   | Zawody                      | Konkurencja                      | Wynik                    |
| ---- | -------- | --------------------------- | -------------------------------- | ------------------------ |
| 1980 | Moskwa   | Igrzyska olimpijskie        | sztafeta 4 × 400 m bieg na 400 m | brązowy medal 8. miejsce |
| 1981 | Utrecht  | Mistrzostwa Europy juniorów | bieg na 400 m                    | brązowy medal            |
| 1982 | Brisbane | Igrzyska Wspólnoty Narodów  | sztafeta 4 × 400 m               | brązowy medal            |
| 1982 | Ateny    | Mistrzostwa Europy          | sztafeta 4 × 400 m               | 5. miejsce               |

## Rekordy życiowe
- bieg na 400 metrów (stadion) – 51,16 – Londyn 15/06/1980[6]